# Wilhelm Rettich
Wilhelm (Willem) Rettich (* 3. Juli 1892 in Leipzig; † 27. Dezember 1988 in Sinzheim) war ein deutscher Komponist und Dirigent.

## Leben
Wilhelm Rettichs Vater kam aus Tarnów (Galizien) und war Kaufmann in Leipzig. Seine Mutter, die in der Gegend um Riga geboren wurde, stammte aus der Familie Idelsohn. Zu dieser gehört auch Abraham Zvi Idelsohn, der einer der wichtigsten Sammler und Erforscher der hebräischen Musik war. Ersten Klavierunterricht erhielt Rettich von seiner Mutter, später von Theodor Raillard.
1909 wurde Rettich mit 17 Jahren am Leipziger Konservatorium aufgenommen, wo er Komposition bei Max Reger und Richard Hofmann, Musiktheorie bei Hans Grisch, Klavier bei Karl Wendling und Partiturspiel bei Hans Sitt studierte. Nach dem Ende seines Studiums 1912 wurde er Korrepetitor bei Otto Lohse am Stadttheater Leipzig, danach Kapellmeister am Stadttheater Wilhelmshaven.
Rettich wurde zu Beginn des Ersten Weltkriegs in der Geburtsstadt seines Vaters zum Kriegsdienst eingezogen und wurde Militärkapellmeister. Schon im September 1914 geriet er in russische Kriegsgefangenschaft und verbrachte einige Jahre in sibirischen Lagern. Dort gründete er ein Häftlingsorchester und lernte den Dichter Franz Lestan kennen. Rettich vertonte dessen Märchen „König Tod“ zur Oper, die dann Jahre später, 1928 in Stettin, ihre Uraufführung erlebte. Nach der Oktoberrevolution 1917 kam er frei und lebte einige Zeit in der russischen Stadt Tschita. 1920 ging er nach China und wirkte kurzfristig als Musiklehrer in Tientsin. Über Shanghai, Triest und Wien kam er zurück nach Leipzig, wo er wieder am Stadttheater arbeitete. Weitere Stationen waren ab 1924 Plauen, Stolp, Königsberg, Bremerhaven und Stettin. Ab 1928 arbeitete er bei der Mitteldeutschen Rundfunk AG (MIRAG), wo er Hörspielmusiken komponierte und das Rundfunk-Sinfonieorchester Leipzig dirigierte. 1930/31 wechselte er nach Berlin, war am Schillertheater tätig und dirigierte das Rundfunk-Sinfonieorchester Berlin.
Im Februar 1933, kurz nach der Machtergreifung durch die Nazis, erhielt Wilhelm Rettich wegen seiner jüdischen Herkunft und seiner pazifistischen Haltung Berufsverbot und entschloss sich zur Emigration. Er fand ab Mai 1933 in den Niederlanden Aufnahme und Schutz. Hier nahm er die niederländische Version seines Vornamens „Willem“ an, arbeitete zunächst in Amsterdam und unterrichtete ab 1934 am Haarlem Muziek Instituut. Nach dem Überfall der deutschen Truppen 1940 konnte er zunächst noch als Privatmusiklehrer tätig sein und Hauskonzerte veranstalten, ab 1942 lebte er isoliert in einem Versteck im Untergrund. Sein jüngerer Bruder und seine Mutter wurden verraten, deportiert und 1943 ermordet. In dieser Zeit komponierte Rettich, obwohl er kein Klavier zur Verfügung hatte, viele seiner Werke. Unter anderem die seiner ermordeten Mutter gewidmeten „Symphonischen Variationen für Klavier und Orchester“ op. 54, in denen er ein Thema aus dem „Hebräischen Liederschatz“ von Abraham Zvi Idelsohn verarbeitet.
Nachdem die Niederlande im Mai 1945 befreit wurde, kehrte Rettich nach Haarlem zurück. In den Jahren nach 1945 wurde er niederländischer Staatsbürger und arbeitete in Den Haag und Amsterdam u. a. für die Rundfunkgesellschaft VARA und als Dirigent der Hoofdstad-Operette. 1964 kehrte er nach Deutschland zurück und lebte bis zu seinem Tod in einem Vorort von Baden-Baden. Er erhielt das Bundesverdienstkreuz und wurde Ehrenbürger der Stadt Baden-Baden.

## Werke (Auswahl)
Zu Wilhelm Rettichs zahlreichen Werken gehören Sinfonien (u. a. „Sinfonia Giudaica“ op. 53), eine Oper („König Tod“), ein Violinkonzert (op. 51), Kantaten, Werke für Symphonieorchester und viele Lieder und Chöre.
- op. 1, Erste Lieder
- op. 2, 6 Lieder (Text: Franz Lestan, O. J. Bierbaum)
- op. 3, 3 Lieder (Text: Stefan George)
- op. 4, 2 Duette für Sopran und Bariton mit Klavier (Text: Wunderhorn)
- op. 5, 6 Lieder (Text: Rilke, Josef Wenzlitzki, Christian Morgenstern, Albert Mombert. F. M. Huebner, Klabund)
- op. 6, 6 Mädchenlieder (Text: Wunderhorn, Alfons Paquet, Richard Dehmel, Robert Browning, Georg Büchner, Lisa Goette)
- op. 7, Richarda Huch Zyklus : 7 Gesänge aus dem Liebesgarten für Frauenstimme und Klavier
- op. 8, 3 Lieder für Singstimme, Flöte und Klavier (Text: Brentano, O. J. Bierbaum, Klabund)
- op. 10, Fluch des Krieges: Kantate für 2 Solisten, Männer-, Frauen- und gemischten Chor und Orchester
- op. 11 (9?), König Tod (Oper)
- op. 11a, Ich höre Hörner blasen für tiefe Stimme und vier Hörner (Klavier)
- op. ? (11?), Guido Gezelle: 13 Lieder für Männer-, Frauen-, Knaben- und Gemischten Chor a capella (Suite)
- op. 12/1, Mai (Gemischter Chor a capella; Text: Jürgen Brand; Deutscher Arbeiter Sängerbund 25)
- op. 12/2, Erntelied (Gemischter Chor a capella; Text: Bruno Schönlack; Deutscher Arbeiter Sängerbund 25)
- op. 12/3, Schnitterlied (Gemischter Chor a capella; Text: C. F. Meyer)
- op. 12/4, Advent (Gemischter Chor a capella; Text: Rilke)
- op. 12/5, Feuerelement (Gemischter Chor a capella; Text: Wunderhorn)
- op. 13, Seelenfeier (Gemischter Chor a capella; Text: Erna Ludwig)
- op. 14/1, Gebet d. Mädchen z. Maria (Frauenchor mit Orgel; Text: Rilke)
- op. 14/2, Auferstehung (Gemischter Chor mit Orgel; Text: Fritz Schönthal)
- op. 15, 5 Lieder und Gesänge für Männerchor und kleines Orchester (Text: Gerhart Hauptmann, Ernst Toller, Inga Biesenstein, W. H. I. Mass, Carl Zuckmayer)
- op. 16 (siehe auch. op. 62), Ballade vom Werwolf für Männerchor und kleines Orchester (Text: Jaroslav Vrchlicky, deutsch von Paul Eisner)
- op. 17, Zwei Lieder für Frauenstimme und Kammerorchester (Klavier) (Text: Klabund)
- op. 18, Drei Lieder für 1 Stimme und Kammerorchester (Klavier) (Text: Litaipe, deutsch von Klabund)
- op. 19, Fünf Lieder für Männerstimme und Klavier (Text: François Villon, deutsch von Klabund)
- op. 20, Else Lasker-Schüler Zyklus (20 Lieder)
- op. 39, Cellospieler aus Thüringen für gemischten Chor und Orchester (nach einem Text von Carl Zuckmayer)
- op. 40, Suite in oude stijl: für Geige oder Cello und Kammerorchester
- op. 41, De Eerste Mei
- op. 42, Twee gedichten für gemischten Chor a capella (Text: Adama van Schelten)
- op. 43a, Voorbij : Drie Liederen für eine Singstimme und Klavier (Text: Teun Kies)
- op. 43b, Het Herkennen : Drie liederen für eine Singstimme und Klavier (Text Teun Kies)
- op. 44, Vier vrouwenliederen für Frauenstimme und Klavier
- op. 45, Vijf Liederen für eine Singstimme und Klavier
- op. 46, Vonken van het vuur : ses kleine Gedichten für eine Singstimme und Klavier (Text: Jan Grashoff)
- op. 47, Voor H. : Seven liederen für eine Singstimme und Klavier
- op. 48, Vlaamse verzen : Acht liederen für eine Singstimme und Klavier
- op. 49, De Fluitspeler für eine Singstimme, Flöte und Harfe (oder Klavier) (Text: H. W. J. M.Keuls)
- op. 50, Partita für Orchester (Symphonie Nr. 1)
- op. 50a, Partita für Streichquartett
- op. 51, Konzert für Violine und Orchester
- op. 52, Symphonie Nr. II
- op. 53, Symphonie Nr. III (Sinfonia Giudaica)
- op. 54, Symphonische Variationen für Klavier und Orchester
- op. 55, Nachklänge : Fünf Klavierstücke nach eigenen Liedern
- op. 56, Tristan : Zwei Gesänge für eine Männerstimme und Orchester (Text: Platen, Binding)
- op. 56a, Lamento für Streichorchester
- op. 57, Pippa Passes (Text: Robert Browning)
- op. 58, Two Poems für eine Singstimme und Klavier (Text: Robert Browning)
- op. 59, Valzer für Sopran und Orchester (Text: Annie Vivanti)
- op. 60, Paul Verlaine Chante : Cinq poesies für eine Singstimme und Orchester
- op. 61, Antonin Sova-Zyklus : Fünf Gesänge für Tenor und Orchester (aus dem Tschechischen von Paul Eisner)
- op. 62, Zwei Balladen für Männerchor, 4 Hörner und 3 Posaunen (Text: Jaroslav Vrchlicky)
- op. 63, 3 Synagogenchöre für Männerchor a capella und Tenorsolo
- op. 63a, 2 Synagogenchöre für gemischten Chor a capella und Tenorsolo
- op. 64, Aus meinem Tagebuch : Vierundzwanzig Lieder (nach eigenen Texten)
- op. 65, Lettisches Liederspiel : Eine Folge von neun mal sieben Liedern für Soli Männer-, Frauen-, Kinder- und gemischten Chor mit Klavier oder a capella (Textbearbeitungen nach Inge Bielen-Stein von W. R.)
- op. 66, Elf russische Lieder für eine Singstimme und Klavier (Text: Igor Sjewerjanin)
- op. 67, Sieben russische Lieder nach verschiedenen Dichtern für eine Singstimme und Klavier
- op. 68, Die Unvollendete für Tenor, Streichorchester und 2 Hörner (Text: Ab Visser, Deutsch W. R.)
- op. 69, Veertien liederen für eine Singstimme und Klavier (Text: Aart van der Leeuw)
- op. 70, Drie liederen für eine Singstimme, Flöte und Klavier (Text: Aart van der Leeuw)
- op. 71, Ich bin die Prinzessin Ilse für Sopran und Orchester (Text: Heinrich Heine aus der „Harzreise“)
- op. 72, Aus Roman und Novelle, Märchen und Sage : 10 Lieder für eine Singstimme und Klavier
- op. 73, Drei Gesänge des Harfners (aus Goethes „Wilhelm Meister“) für eine Männerstimme und Streichorchester oder Klavier
- op. 74, Vier Lieder der Mignon (aus Goethes „Wilhelm Meister“) für eine Frauenstimme und kleines Orchester
- op. 75, Fünf Lieder aus „Des Knaben Wunderhorn“ für Sopran und Blasquintett oder Klavier
- op. 75a, Zwei Lieder aus „Des Knaben Wunderhorn“ für Frauenchor a capella
- op. 76, Musikantenfuge aus „Des Knaben Wunderhorn“ für Männerchor a capella
- op. 77, Sprüche vom Pferde für Männerchor und vier Hörner (nach alten Texten von W. R.)
- op. 78, Nachtbilder : acht Lieder und Gesänge für gemischten Chor a capella
- op. 79, Nächte : Zwei Sonette für Männerchor a capella (Text: Ernst Toller)
- op. 79a, Das Schwalbenbuch : Eine Folge von Liedern für eine Singstimme und Klavier (Text: Ernst Toller)
- op. 80, Eleven Songs für eine Singstimme und Klavier
- op. 81, Die fröhliche Landfrau : Instruktive Variationen für Klavier über Schumanns „Fröhlichen Landmann“